# Winnica (Powiat Pułtuski)
Winnica ist ein Dorf und Sitz der gleichnamigen Gemeinde im Powiat Pułtuski der Woiwodschaft Masowien, Polen. Der Bahnhof Winnica lag an der Schmalspurbahn Nasielsk–Pułtusk.

## Gemeinde
Zur Landgemeinde Świercze gehören folgende Ortschaften:
Bielany
Błędostowo
Brodowo-Bąboły
Budy-Zbroszki
Domosław
Glinice-Domaniewo
Glinice Wielkie
Gnaty-Lewiski
Gnaty-Wieśniany
Golądkowo
Górki-Baćki
Górki Duże
Górki-Witowice
Kamionna
Łachoń
Mieszki-Kuligi
Mieszki-Leśniki
Pawłowo
Poniaty-Cibory
Poniaty Wielkie
Powielin
Rębkowo
Skarżyce
Skorosze
Skoroszki
Skórznice
Smogorzewo Pańskie
Smogorzewo Włościańskie
Stare Bulkowo
Winnica
Winniczka
Zbroszki
Weitere Orte der Gemeinde sind Białe Błoto, Brodowo-Wity, Gatka, Gnaty-Szczerbaki, Górka Powielińska und Nowe Bulkowo.